# پروانه (فیلم ۲۰۰۲)
«پروانه» (انگلیسی: The Butterfly (2002 film)) فیلمی در ژانر کمدی-درام است که در سال ۲۰۰۲ منتشر شد. از بازیگران آن می‌توان به میشل سرو و جری لوکاس اشاره کرد.